# 1976–1977-es kupagyőztesek Európa-kupája
A KEK 1976–1977-es szezonja volt a kupa 17. kiírása. A győztes a nyugatnémet Hamburger SV lett, miután a döntőben 2–0-s győzelmet aratott a címvédő belga RSC Anderlecht csapata felett.

## Selejtező
| 1. csapat       | Össz.     | 2. csapat   | 1. mérk. | 2. mérk. |
| --------------- | --------- | ----------- | -------- | -------- |
| Cardiff City FC | 2–2 (ig.) | Servette FC | 1–0      | 1–2      |

## Első forduló
| 1. csapat                | Össz. | 2. csapat              | 1. mérk. | 2. mérk. |
| ------------------------ | ----- | ---------------------- | -------- | -------- |
| CSU Galați               | 2–5   | Boavista FC            | 2–3      | 0–2      |
| Levszki Szpartak         | 19–3  | Lahden Reipas          | 12–2     | 7–1      |
| SK Rapid Wien            | 2–3   | Atlético Madrid        | 1–2      | 1–1      |
| Lierse SK                | 1–3   | HNK Hajduk Split       | 1–0      | 0–3      |
| Cardiff City FC          | 1–3   | Gyinamo Tbiliszi       | 1–0      | 0–3      |
| MTK-VM                   | 4–2   | AC Sparta Praha        | 3–1      | 1–1      |
| Hamburger SV             | 4–1   | Keflavík IF            | 3–0      | 1–1      |
| 1. FC Lokomotive Leipzig | 3–5   | Heart of Midlothian FC | 2–0      | 1–5      |
| Floriana FC              | 1–6   | Śląsk Wrocław          | 1–4      | 0–2      |
| Bohemian FC              | 3–1   | Esbjerg fB             | 2–1      | 1–0      |
| Iraklísz                 | 0–2   | APÓEL                  | 0–0      | 0–2      |
| FK Bodø/Glimt            | 0–3   | SSC Napoli             | 0–2      | 0–1      |
| RSC Anderlecht           | 5–3   | Roda JC                | 2–1      | 3–2      |
| AIK                      | 2–3   | Galatasaray SK         | 1–2      | 1–1      |
| Carrick Rangers FC       | 4–3   | FC Aris Bonnevoie      | 3–1      | 1–2      |
| Southampton FC           | 5–2   | Olympique Marseille    | 4–0      | 1–2      |

## Második forduló
| 1. csapat          | Össz.     | 2. csapat              | 1. mérk. | 2. mérk. |
| ------------------ | --------- | ---------------------- | -------- | -------- |
| Boavista FC        | 3–3 (ig.) | Levszki Szpartak       | 3–1      | 0–2      |
| Atlético Madrid    | 3–1       | HNK Hajduk Split       | 1–0      | 2–1      |
| Gyinamo Tbiliszi   | 1–5       | MTK-VM                 | 1–4      | 0–1      |
| Hamburger SV       | 8–3       | Heart of Midlothian FC | 4–2      | 4–1      |
| Śląsk Wrocław      | 4–0       | Bohemian FC            | 3–0      | 1–0      |
| APÓEL              | 1–3       | SSC Napoli             | 1–1      | 0–2      |
| RSC Anderlecht     | 10–2      | Galatasaray SK         | 5–1      | 5–1      |
| Carrick Rangers FC | 3–9       | Southampton FC         | 2–5      | 1–4      |

## Negyeddöntő
| 1. csapat        | Össz. | 2. csapat       | 1. mérk. | 2. mérk. |
| ---------------- | ----- | --------------- | -------- | -------- |
| Levszki Szpartak | 2–3   | Atlético Madrid | 2–1      | 0–2      |
| MTK-VM           | 2–5   | Hamburger SV    | 1–1      | 1–4      |
| Śląsk Wrocław    | 0–2   | SSC Napoli      | 0–0      | 0–2      |
| RSC Anderlecht   | 3–2   | Southampton FC  | 2–0      | 1–2      |

## Elődöntő
| 1. csapat       | Össz. | 2. csapat      | 1. mérk. | 2. mérk. |
| --------------- | ----- | -------------- | -------- | -------- |
| Atlético Madrid | 3–4   | Hamburger SV   | 3–1      | 0–3      |
| SSC Napoli      | 1–2   | RSC Anderlecht | 1–0      | 0–2      |

## Döntő
| 1977. május 11. 20:15 |

| Hamburger SV                      | 2–0   | Anderlecht |
| --------------------------------- | ----- | ---------- |
| Volkert 78' (11-esből) Magath 88' | (0–0) |            |

| Olimpiai Stadion, Amszterdam Nézőszám: 58 000 Játékvezető: Patrick Partridge (angol) |

| Az 1976–1977-es kupagyőztesek Európa-kupája győztese |
| ---------------------------------------------------- |
| Hamburger SV 1. cím                                  |

## Lásd még
- 1976–1977-es bajnokcsapatok Európa-kupája
- 1976–1977-es UEFA-kupa